# تاکه‌نوبو میتسویوشی
تاکه‌نوبو میتسویوشی (انگلیسی: Takenobu Mitsuyoshi؛ زادهٔ ۲۵ دسامبر ۱۹۶۷) آهنگساز، ترانه‌پرداز، خواننده، و صداپیشه اهل ژاپن است. وی از سال ۱۹۹۰ میلادی تاکنون مشغول فعالیت بوده‌است.